# Kopenhagen (provincie)
Københavns Amt (provincie Kopenhagen) is een voormalige provincie in het oosten van Denemarken op het eiland Seeland. De provincie omvatte de gemeenten van het hoofdstedelijk gebied behalve Kopenhagen en Frederiksberg. De hoofdstad was Glostrup. De provincie had 618.529 inwoners (2006) en besloeg toen 526 km².
Op 1 januari 2007 werden de provincies in Denemarken afgeschaft. Kopenhagen maakt nu, met de gemeente, deel uit van de regio Hovedstaden.

## Gemeenten
| - Albertslund - Ballerup - Brøndby - Dragør - Gentofte - Gladsaxe - Glostrup - Herlev - Høje-Taastrup | - Hvidovre - Ishøj - Ledøje-Smørum - Lyngby-Taarbæk - Rødovre - Søllerød - Tårnby - Værløse - Vallensbæk |

Hoofdstad (Inclusief Bornholm) · Midden-Jutland · Noord-Jutland · Seeland · Zuid-Denemarken

Tot 2007: Aarhus · Bornholm · Frederiksborg · Funen · Kopenhagen · Noord-Jutland · Ribe · Ringkjøbing · Roskilde · Storstrøm · Vejle · Vestsjælland · Viborg · Zuid-Jutland 